# IDAS

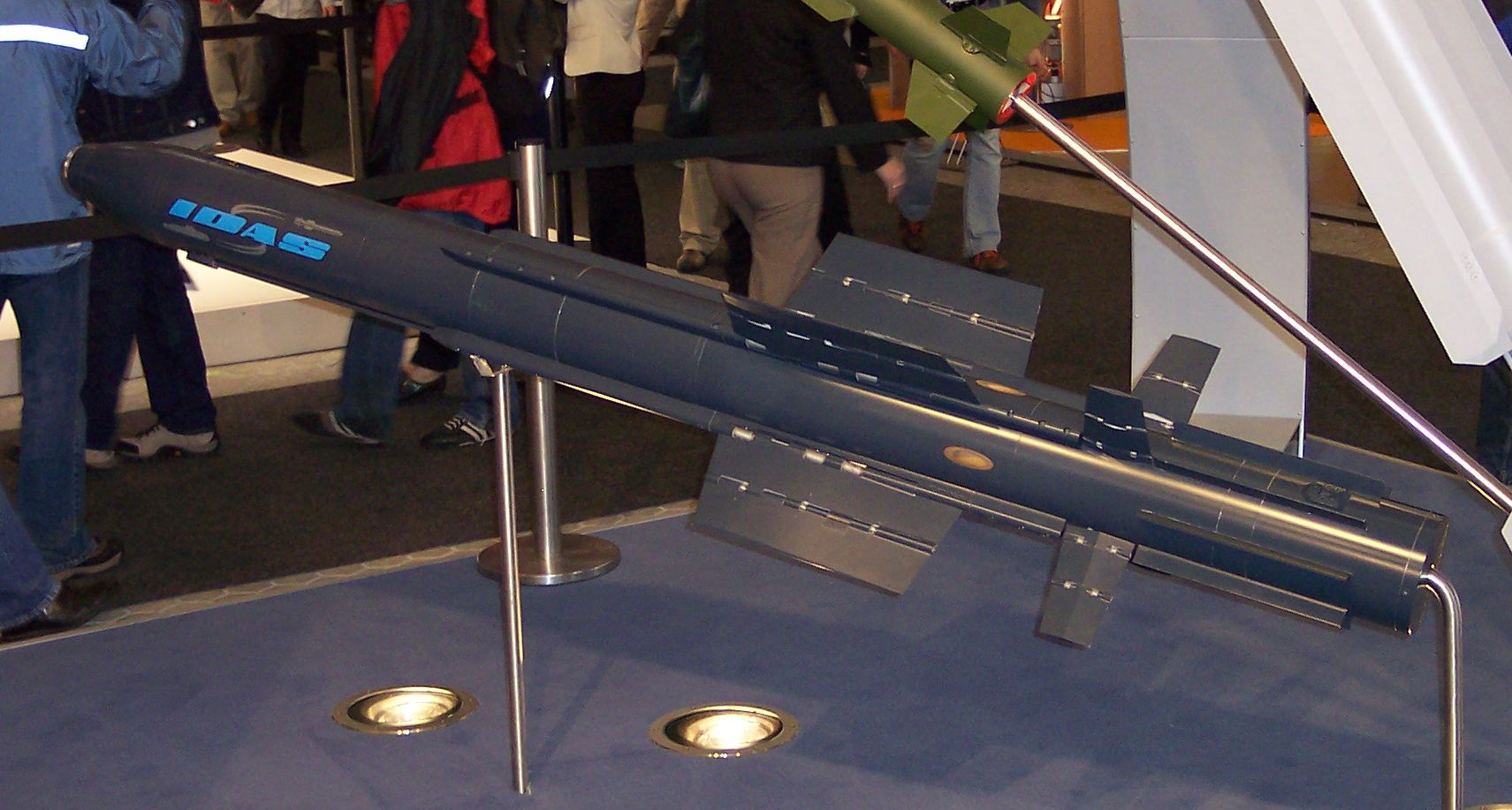
ILA 2006에서 선보인 IDAS 미사일의 모형

IDAS(Interactive Defence and Attack System for Submarines)는 독일이 현재 개발중인 단거리 잠대공 미사일이다. 독일 해군의 212형 잠수함의 533mm 어뢰관에서 발사된다.
IRIS-T 공대공 미사일을 기본으로 해서 개발되고 있으며, 주로 대잠전 헬기 등 공중의 위협에 대응하기 위한 미사일이다. 그러나 소형이나 중형의 수상함 또는 해안의 지상 목표물도 공격할 수 있다. Diehl BGT Defence, HDW에서 개발하고 있다. 사거리는 20 km 정도이며, 광섬유로 유선유도된다. 어뢰관 하나에 4발의 IDAS 미사일을 탄창식으로 장착한다.
2009년 독일 해군에 최초로 인도되었고 2014년까지 실전배치를 한다는 계획이다.
IDAS 미사일은 잠수함이 대공 능력을 갖게 하는 세계 최초의 함대공 미사일이다. 그리고 캡슐을 사용하지 않고 어뢰관에서 직접 발사되는 세계 최초의 함대공 미사일이다.
2013년 5월,터키와 독일의 IDAS 미사일 공동 개발 및 제공을 체결했다